# Pont d'Anhée
Le pont d'Anhée ou pont d'Yvoir est un pont routier enjambant la Meuse reliant Yvoir à Anhée.

## Histoire

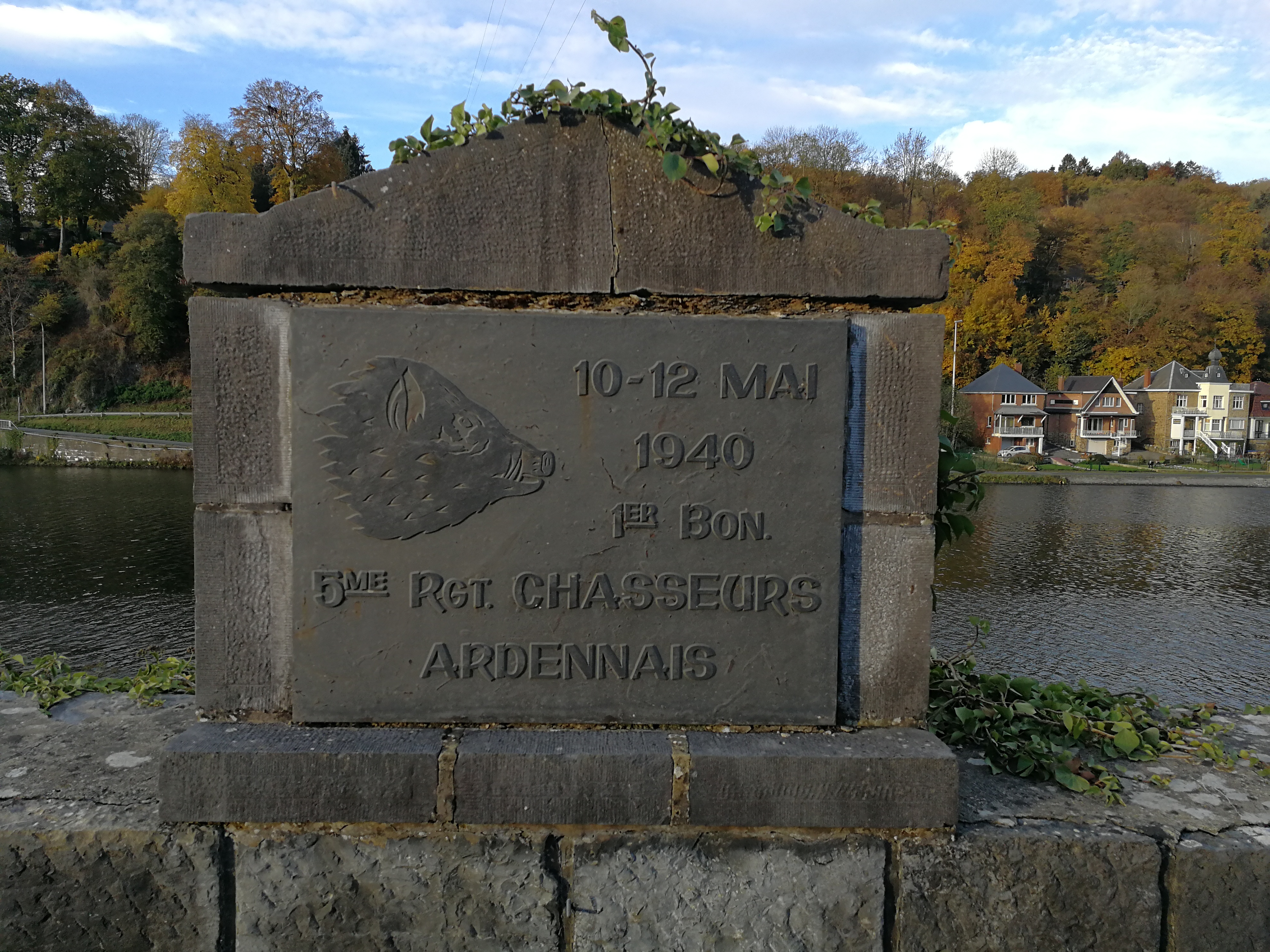
Plaque posée à l'entrée de l'ancien pont d'Yvoir, rive droite, à l'endroit où un blindé allemand se fit détruire le 12 mai 1940. On y distingue une tête de sanglier, mascotte des Chasseurs ardenais.

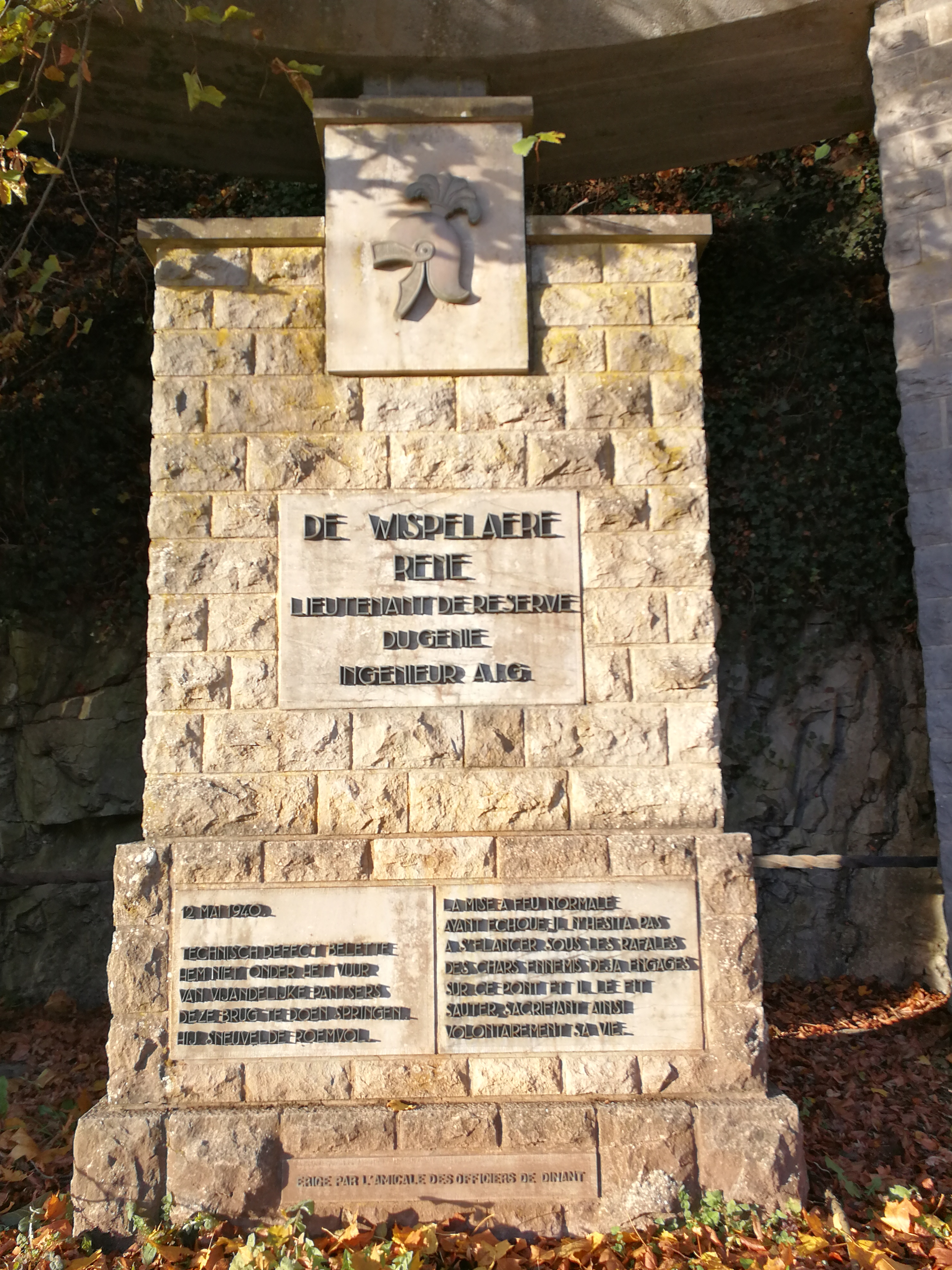
Détail du mémorial en l'honneur du lieutenant de réserve René De Wispelaere, qui a fait sauter le pont au sacrifice de sa vie à l'arrivée des soldats allemands le 12 mai 1940. Œuvre par E. Van Treek, Anvers. Erigé par l'amicale des officiers de Dinant.

Le 12 mai 1940 pendant la bataille de Dinant, la 5e Panzerdivision tente de franchir la Meuse par le pont d'Anhée. Le génie de l'armée belge a miné le pont pour le détruire avant de bloquer la progression allemande. Mais la charge ne détone pas à distance et une automitrailleuse allemande pénètre sur le pont. Elle est immobilisée par les chasseurs ardennais qui défendent le pont. Le lieutenant René De Wispelaere du génie se rue sur le pont pour faire détoner manuellement les charges. Il est tué mais le pont saute avec l'automitrailleuse allemande.
Le pont est détruit par les troupes allemandes le 3 septembre 1944.